# Акмолинська область
Акмоли́нська область (до 1960 — Акмолінська; у 1961—1992 роках — Цілиноградська; каз. Ақмола облысы, рос. Акмолинская область) — адміністративна одиниця на півночі Казахстану. Утворена 14 жовтня 1939 року (у 1961—1965 роках входила до Цілинного краю). Центр області — місто Кокшетау.
Область межує на півночі з Північноказахстанською, на сході з Павлодарською, на півдні з Карагандинською, на південному заході і заході з Костанайською областями, у центрі з Астанинською міськрадою.
Територією області течуть річки Ішим з притоками Жабай і Терсаккан; Сілеті, Нура, Оленті. Тут знаходиться озеро Тенгіз.
Губернатор (аким) області — Єрмек Боранбаєвич Маржикпаєв.

## Історія
14 жовтня 1939 була утворена Акмолинська область з центром у місті Акмолинськ, до якої ввійшли 15 районів і 2 міста обласного значення:
- зі складу Карагандинської області
  - місто Акмолинськ
  - Акмолинський район
  - Вишневський район
  - Еркеншиліцький район
  - Новочеркаський район
- зі складу Північноказахстанської області
  - місто Степняк
  - Арик-Балицький район
  - Атбасарський район
  - Енбекшильдерський район
  - Єсільський район
  - Зерендинський район
  - Калінінський район
  - Макінський район
  - Молотовський район
  - Рузаєвський район
  - Сталінський район
  - Щучинський район

- 29 травня 1940 року — створено Шортандинський район
- 5 листопада 1941 року — зі складу Карагандинської області переданий Кургальжинський район

15 березня 1944 року до складу новоствореної Кокчетавської області передано райони Арик-Балицький, Енбекшильдерський, Зерендинський, Рузаєвський, Щучинський.
- 14 вересня 1954 року — до складу Кокчетавської області відійшло місто Степняк.
- 22 жовтня 1955 року — створені Баранкульський та Кійминський райони

26 грудня 1960 року Акмолинська область була ліквідована, її райони увійшли до складу новоствореного Цілинного краю.
- 24 квітня 1961 — створено Цілиноградську область
- 24 квітня 1961—16 жовтня 1965 — область у складі Цілинного краю
- 23 листопада 1970 — із частин Кустанайської і Цілиноградської областей утворена Тургайська область
- 2 червня 1988 — до складу Цілиноградської області ввійшли Державінський, Єсільський, Жаксинський, Жанадалинський і Кійминський райони колишньої Тургайської області
- 17 серпня 1990 — із частин Кустанайської і Цілиноградської областей утворена Тургайська область
- 6 липня 1992 — Цілиноградську область перейменовано на Акмолинську
- 22 квітня 1997 — до складу області входять Державінський, Єсільський, Жаксинський, Жанадалинський і Кійминський райони скасованої Тургайської області
- 8 квітня 1999 — до складу області включені Єнбекшильдерський, Зерендинський та Щучинський райони і Кокшетауська міськрада Північноказахстанської області
- 22 квітня 1999 — центр Акмолинської області перенесено з Астани до Кокшетау

## Природа
Область займає західну окраїну Казахської складчастої країни і прилеглі до неї рівнини. На південному заході і сході області виступають окремі невисокі пологі узгір'я й горби — залишки древніх гір. Улоговини часто заповнені мілководними солоними й прісними озерами. Крайня північно-східна частина області лежить у межах Західно-Сибірської низовини. Корисні копалини: боксити, кам'яне вугілля, сурма, залізна руда, будматеріали та ін.
Клімат різко континентальний, посушливий, зі спекою влітку й холодною малосніжною зимою. Річна сума опадів на півночі бл. 300 мм, на півдні зменшується до 200 мм і нижче.
Водами, особливо прісними, область бідна. Річки мілководні, влітку часто пересихають. Головні річки Ішим (притока Іртиша) і його притоки Терсаккан, Жабай та ін., Нура, на якій споруджено водосховище. Найбільші озера: Тенгіз (солоне) і Коргалжин (прісне).
Ґрунти — в північній частині області чорноземи, в середні частині темнокаштанові, ще південніше змінюються світлокаштановими і бурими, серед яких з'являються солонці і солончаки. Рослинність степова і, частково, напівпустельна (на півдні).

## Господарство
Область входить до Карагандинського економічного району. Сучасне господарство області створене за роки радянської влади. Особливо великого розвитку набуло господарство області в зв'язку з освоєнням цілинних і перелогових земель в країні. Валова продукція промисловості в 1958 році зросла порівняно з 1940 у 7 разів. Промисловість: гірничовидобувна (видобування кам'яного вугілля, бокситів, сурми), машинобудівна, харчова, деревообробна і будматеріалів. В області є машиноремонтні заводи, великий деревообробний комбінат, порцеляновий і цегельний заводи, комбінат будматеріалів, кам'яні кар'єри та ін. У Макинську спеціалізований завод, що виготовляє поршневі кільця для тракторів.
Уся посівна площа — 4727,4 тис. га (1959). У землеробстві переважають зернові — 4045,3 тис. га (1959). Провідна культура — яра пшениця (3657,4 тис. га), ячмінь (128,7 тис. га), овес (113,4 тис. га), просо (130,8 тис. га). Із технічних — соняшник (26 тис. га), льон (19,6 тис. га), кукурудза на зерно, силос і зелений корм (126,9 тис. га). Тваринництво м'ясо-молочного напряму. Велика рогата худоба (в тис. голів) — 463,3 (на 1 січня 1959), в тому числі корів — 169,4; свиней — 176,1; овець і кіз — 1021,6; коней — 70.
Розвинуті автотранспорт і повітряне сполучення.

## Адміністративний устрій
| №  | Райони, міські адміністрації | Площа, км² | Населення, осіб (1989) | Населення, осіб (1999) | Населення, осіб (2009) | Населення, осіб (2021) | Центр        | К-ть АО | К-ть НП |
| -- | ---------------------------- | ---------- | ---------------------- | ---------------------- | ---------------------- | ---------------------- | ------------ | ------- | ------- |
| 1  | Аккольський район            | 9400       | 41154                  | 32815                  | 27120                  | 24808                  | Акколь       | 9       | 29      |
| 2  | Аршалинський район           | 5847       | 33476                  | 29702                  | 27940                  | 24573                  | Аршали       | 13      | 32      |
| 3  | Астраханський район          | 7400       | 43268                  | 32980                  | 27419                  | 20281                  | Астраханка   | 12      | 34      |
| 4  | Атбасарський район           | 10635      | 75833                  | 61009                  | 50981                  | 44137                  | Атбасар      | 14      | 30      |
| 5  | Біржан-сала район            | 11000      | 38094                  | 25599                  | 17930                  | 13613                  | Степняк      | 15      | 36      |
| 6  | Буландинський район          | 6400       | 53138                  | 41387                  | 34815                  | 29633                  | Макінськ     | 12      | 37      |
| 7  | Бурабайський район           | 5900       | 100006                 | 81739                  | 73169                  | 70834                  | Щучинськ     | 11      | 52      |
| 8  | Єгіндикольський район        | 5400       | 15259                  | 10050                  | 6802                   | 5468                   | Єгіндиколь   | 9       | 13      |
| 9  | Єрейментауський район        | 17500      | 52589                  | 40818                  | 31303                  | 26710                  | Єрейментау   | 14      | 33      |
| 10 | Єсільський район             | 8000       | 43136                  | 37309                  | 27697                  | 21319                  | Єсіль        | 15      | 31      |
| 11 | Жаксинський район            | 9700       | 41862                  | 30808                  | 21107                  | 16451                  | Жакси        | 14      | 25      |
| 12 | Жаркаїнський район           | 12100      | 43014                  | 24326                  | 15423                  | 13246                  | Державінськ  | 17      | 23      |
| 13 | Зерендинський район          | 7645,90    | 64732                  | 50206                  | 40591                  | 35625                  | Зеренда      | 22      | 79      |
| 14 | Коргалжинський район         | 9310,97    | 25258                  | 16705                  | 10289                  | 7495                   | Коргалжин    | 8       | 18      |
| 15 | Сандиктауський район         | 6400       | 36626                  | 28729                  | 21521                  | 17185                  | Балкашино    | 14      | 41      |
| 16 | Цілиноградський район        | 7888       | 42545                  | 41347                  | 58350                  | 78806                  | Акмол        | 18      | 49      |
| 17 | Шортандинський район         | 4700       | 39110                  | 33074                  | 29580                  | 27825                  | Шортанди     | 11      | 29      |
| 1  | Кокшетауська м.а.            | -          | 148114                 | 134004                 | 147295                 | 187897                 | Кокшетау     | 2       | 4       |
| 2  | Косшинська м.а.              | -          | 2918                   | 2463                   | 5731                   | 48963                  | Косши        | -       | 2       |
| 3  | Степногорська м.а.           | -          | 100249                 | 74008                  | 68163                  | 68126                  | Степногорськ | 8       | 11      |

## Найбільші населені пункти
Населені пункти з чисельністю населення понад 10000 осіб:
| №  | Населений пункт | Населення, осіб (1989) | Населення, осіб (1999) | Населення, осіб (2009) | Населення, осіб (2021) |
| -- | --------------- | ---------------------- | ---------------------- | ---------------------- | ---------------------- |
| 1  | Кокшетау        | 136 757                | 123 389                | 135 106                | 171 630                |
| 2  | Степногорськ    | 58 200                 | 47 372                 | 46 712                 | 48 894                 |
| 3  | Косши           | 2 196                  | 1 742                  | 4 527                  | 48 630                 |
| 4  | Щучинськ        | 55 539                 | 45 254                 | 44 106                 | 46 744                 |
| 5  | Атбасар         | 39 163                 | 32 288                 | 30 436                 | 31 434                 |
| 6  | Макінськ        | 23 312                 | 18 540                 | 16 745                 | 18 098                 |
| 7  | Акколь          | 19 664                 | 15 682                 | 14 217                 | 16 017                 |
| 8  | Красний Яр      | 9 131                  | 8 352                  | 9 875                  | 13 536                 |
| 9  | Акмол           | 5 286                  | 4 835                  | 5 711                  | 13 400                 |
| 10 | Єрейментау      | 15 973                 | 15 087                 | 12 518                 | 12 652                 |
| 11 | Єсіль           | 17 014                 | 13 096                 | 11 551                 | 11 484                 |

## Населення
Населення — 782995 осіб (2021; 743226 у 2009, 829078 у 1999, 1040381 у 1989).
Населення Акмолинської області — поліетнічне.
Національний склад населення станом на 2016 рік:
- казахи — 375162 особи (50,40 %)
- росіяни — 250069 осіб (33,59 %)
- українці — 33791 особа
- німці — 26369 осіб
- татари — 13440 осіб
- білоруси — 10434 особи
- поляки — 8016 осіб
- інгуші — 4818 осіб
- чеченці — 3254 особи
- азербайджанці — 2065 осіб
- башкири — 1921 особа
- молдовани — 1629 осіб
- корейці — 1432 особи
- вірмени — 1268 осіб
- удмурти — 1046 осіб
- мордва — 948 осіб
- марійці — 779 осіб
- інші — 7979 осіб

Українці почали поселятись на території сучасної Акмолинської області з кінця XIX століття. Найгустіше заселені північна і центральна частини області.
| Роки      | 2003     | 2004     | 2005      | 2006     | 2007     | 2008     |
| --------- | -------- | -------- | --------- | -------- | -------- | -------- |
| Населення | 748 167  | ▲748 930 | ▼ 747 185 | ▼746 652 | ▲748 559 | ▼747 447 |
|           |          |          |           |          |          |          |
| Роки      | 2009     | 2010     | 2011      | 2012     | 2013     | 2014     |
| Населення | ▼738 824 | ▼735 135 | ▼733 212  | ▼731 328 | ▲732 947 | ▲735 640 |